# او آلکی
اوآلکی در شرح لشکرکشی سال‌های ۸۳۴ تا ۸۲۷ پ.م. سلمنسر سوم و سردارش دایان‌آشور به اراضی دریاچه اورمیه و پارسوا از شاهکان ماننا قلمداد شده. در حملهٔ سال ۸۲۸ پ.م. به اراضی مزبور، اوآلکی به همراه قبیله‌اش به کوه‌ها پناه برد و پنهان شد. آشوریان دام‌های بیشماری از دهکده‌های خالی از سکنه به یغما بردند. از آنجمله دهکدهٔ ایزیرتو که به منزلهٔ دژ و مقّر وی بود.

## ادامه تجاوزات آشوریان
آشوریان پس از تصرّف دهکدهٔ ایزیرتو که بمنزلهٔ دژ اوآلکی بود سپس به اراضی هارونا که اوللوسونو بر آن فرمانروا بود وارد شدند. اوللوسونو به آشوریان اظهار انقیاد کرد و قرار شد سرزمین او هر ساله تعدادی اسب عرابه‌کش به رسم خراج بپردازد. آرتاسارو پادشاه شوردورا نیز یک بار هدایایی تقدیم آشوریان کرد. در ادامه تجاوزات آنگاه آشوریان به پارسوآ رفتند و از برخی شاهکان خراج گرفته و بخشی از امارت‌ها را غارت کردند.

## تختگاه ماننا
گودار محل ایزیرتو را در تپه کاپلانتو جنوب سقز می‌داند ولی به نظر می‌رسد که مسیر لشکرکشی دایان‌آشور در سال ۸۲۸ پ.م. ما را وامی‌دارد تا محل مزبور را در بخش شمال‌غربی ماننا جستجو کنیم.
در منابع آشوری سال - ۸۲۸ - و در لشکرکشی دایان‌آشور نخستین بار به جای سرزمین ماننا از سرزمین ماناش یاد می‌شود. پسوند «آش» را نباید مشتق از زبان‌های ایرانی دانست. «آش» در زبان‌های ایرانی همچون پسوند فاعلی (اسمی) وجود دارد؛ این پسوند در زبان کوتی و دیگر السنه‌های زاگروس رایج بوده. احتمال اینکه پسوند مزبور هوری - اورارتویی باشد نیز ضعیف‌تر است.